# William Uanna
William Lewis Uanna, známý jako „Bud“ Uanna (13. května 1909 Medford, Massachusetts, USA – 22. prosince 1961 Addis Abeba, Etiopie) byl americký bezpečnostní expert italského původu, známý především jako bezpečnostní důstojník v rámci projektu Manhattan, který během druhé světové války vedl k vývoji a použití první atomové bomby.
V projektu Manhattan měl William Uanna nejprve na starost bezpečnost tajného atomového města Oak Ridge v Tennessee (kde se vyráběl obohacený uran), později v 509. smíšené skupině (509th Composite Group), která svrhla atomové bomby na Hirošimu a Nagasaki.
Po válce vedl program (americké) Komise pro atomovou energii (AEC: Atomic Energy Commission) zaměřený na poskytování bezpečnostních prověrek jejím zaměstnancům a vyvinul prověrku nejvyššího „stupně Q“ (Q clearance). V letech 1949 až 1951 pracoval pro nově vzniklou CIA. Později působil jako šéf fyzické bezpečnosti na Ministerstvu zahraničí USA.

## Mládí a armáda
William Lewis Uanna se narodil 13. května 1909 v Medfordu ve státě Massachusetts jako syn italských přistěhovalců Anthonyho Uanny a Theresy, rozené Ferullo.  Navštěvoval Medford High School a poté Tufts College, kde studoval na sportovní stipendium. Byl zadákem univerzitního fotbalového týmu a šampiónem univerzit v zápase, studia zakončil titulem v oboru inženýrství. Brzy se vrátil na Tufts College a získal titul Master of Arts v oblasti vzdělávání.
William Uanna narukoval do americké armády 28. května 1941 a byl přidělen ke Corps of Intelligence Police (CIP), později přejmenovanou na Counter Intelligence Corps (CIC). Absolvoval důstojnickou školu ve Fort Belvoir a v roce 1942 byl jmenován podporučíkem v Army Corps of Engineers. Byl přidělen k CIC jako ředitel operací 1. velitelství, kde měl na starosti pět terénních kanceláří a 300 až 400 zvláštních agentů, kteří se zabývali podvratnou činností, špionáží, sabotáží, ale také bezpečností továren, přístavů a vyšetřováním personálu.

## Projekt Manhattan
William Uanna se jako bezpečnostní expert zapojil do projektu Manhattan na konci roku 1943. Zpočátku byl přidělen do oblasti Nové Anglie, kde se staral o bezpečnost až asi 150 organizací, včetně několika klíčových dodavatelů jako byli  Stone & Webster, General Electric, Westinghouse Electric Company nebo  American Cyanamid. Měl na starost také několik známých a prestižních univerzit jako jsou Harvardova, Brownova a Yaleova univerzita nebo MIT. 

### Oak Ridge

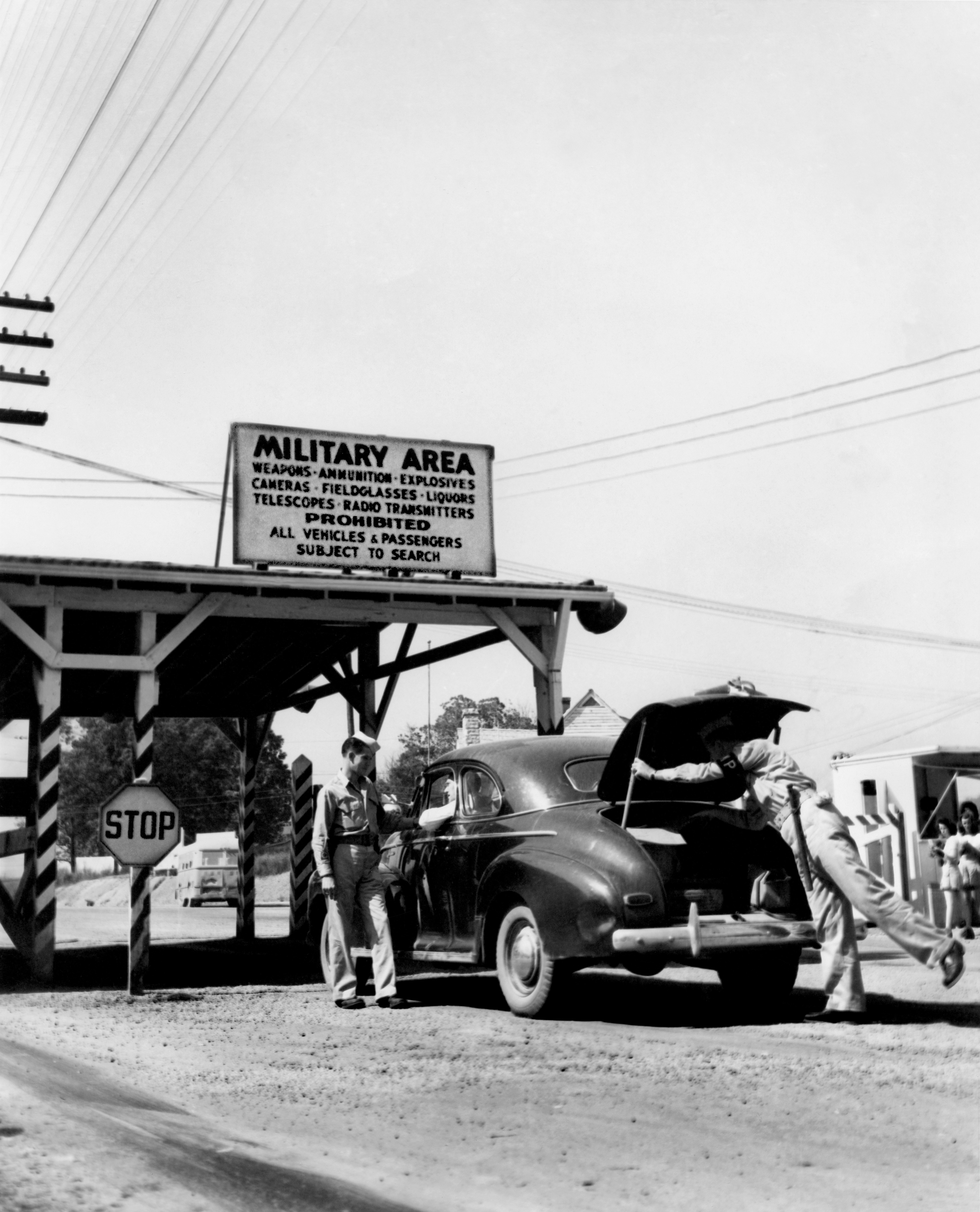
Elza Gate: jedna z kontrolních bran Oak Ridge (obohacování uranu).

Dne 25. července 1943 byl povýšen na poručíka, 25. března 1944 na kapitána nakonec 25. června 1945 na majora. Mezitím (v srpnu 1944) byl jmenován bezpečnostním důstojníkem pro Oak Ridge, kde pod krycím jménem „Site X“ bylo velice rychle vybudováno město pro 70 až 80 tisíc obyvatel a postupně postaveny tři obří komplexy (K25, Y-12 a S-50) pro získání vysoce obohaceného uranu, který byl využit pro uranovou verzi bomby (která byla svržena na Hirošimu).
V této funkci dohlížel na fyzickou bezpečnost celého areálu a byl odpovědný za bezpečnostní prověrky více než 50 000 zaměstnanců. Dohlížel také na činnost městské policie, detektivů a sociálního úřadu. Rovněž zajišťoval bezpečnost přepravy vyrobeného vysoce obohaceného uranu z Oak Ridge do cca 3500 km vzdálené laboratoře Los Alamos v Novém Mexiku.

### Ostrov Tinian

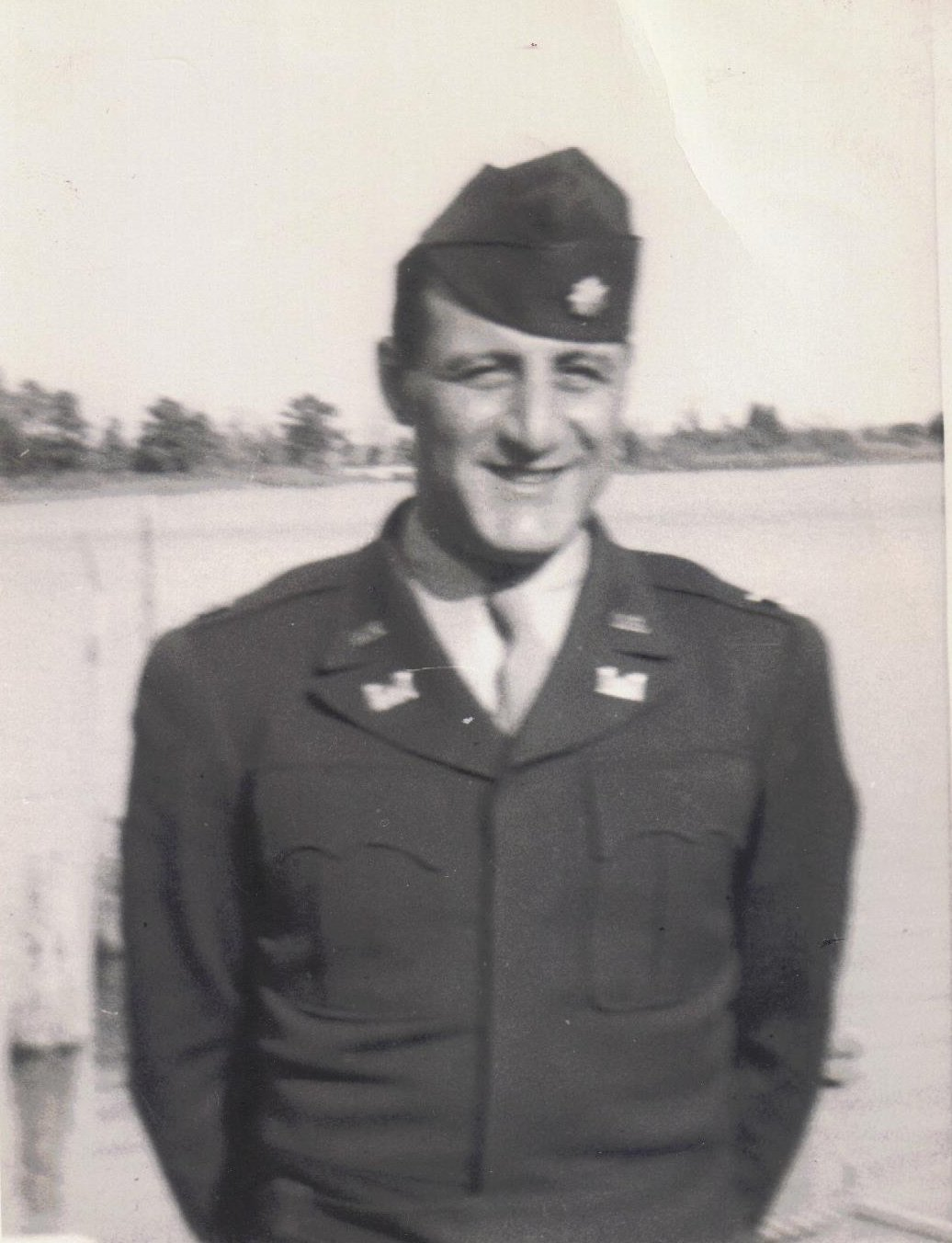
Na ostrově Tinian (1945).

V únoru 1945 převzal William Uanna velení 1. technické servisní jednotky, která byla přidělena k 509. smíšené skupině (509th Composite Group). Tato letecká jednotka byla založena 17. prosince 1944 na letišti Wendover Army Air Field ve státě Utah, ale v květnu 1945 se přesunula na tichomořský ostrov Tinian (asi 2400 km od Japonska). Letecké jednotce od počátku velel Paul Warfield Tibbets. 
Jednotka byla označena jako „smíšená“ (nikoli jako „bombardovací“), protože v ní byly též letouny Douglas C-47 Skytrain a Douglas C-54 Skymaster. Hlavním úkolem jednotky však bylo připravit se na svržení atomových bomb na Japonsko, k tomu měla v rámci projektu Silverplate speciálně upravené strategické bombardéry Boeing B-29 Superfortress.
William Uanna proto měl za úkol důkladnou bezpečnostní prověrku nejen veškerého leteckého, ale též pozemního personálu. Dle spisů se jako problémový jevil i jeden pilot, kapitán Claude Eatherly, ale Paul Tibbets se rozhodl ponechat ho ve službě pro jeho pilotní schopnosti.
Prověrka dále odhalila, že v pozemním personálu je několik uprchlých vězňů a další osoby s problémovou minulosti. William Uanna usoudil, že vstup do armády pod falešným jménem byl snadným způsobem, jak během války uniknout odhalení. Protože bylo obtížné najít kvalifikované techniky, Tibbets jim oznámil, že pokud se osvědčí, vše bude zapomenuto, ale za jakékoli zanedbání povinností nebo porušení bezpečnosti je pošle ihned do vězení.
Zabýval se také bezpečností dalších vojenských základen USA, které by letadla z Tinianu mohla v případě nouze využít, například na Iwodžimě. 6. srpna 1945 měl na starosti komunikační centrum na Iwodžimě, které předávalo zprávy zpět na Tinian. Byl proto jedním z prvních lidí, kteří se dověděli, že prvním cílem se stala právě Hirošima. Po bezpodmínečné kapitulace Japonska doprovázel tým projektu Manhattan vyslaný do Japonska a strávil čtyři týdny v Nagasaki.

## Po válce
Do USA se z Japonska vrátil v říjnu 1945 a v dubnu 1946 byl propuštěn z armády. Vrátil se do Bostonu, kde byl  přijat do advokátní komory a věnoval se právu a inženýrství. V říjnu 1946 byl ale povolán zpět do aktivní služby, aby provedl vyšetřování zpráv o tom, že vojáci se pokusili prodat fotografie atomové bomby deníku The Baltimore Sun, nejčtenějšímu deníku ve státě Maryland. Ukázalo se, že se jednalo o fotografie maket bomb používaných pro testy shozu a trénování posádek bombardérů.

### Komise pro atomovou energii

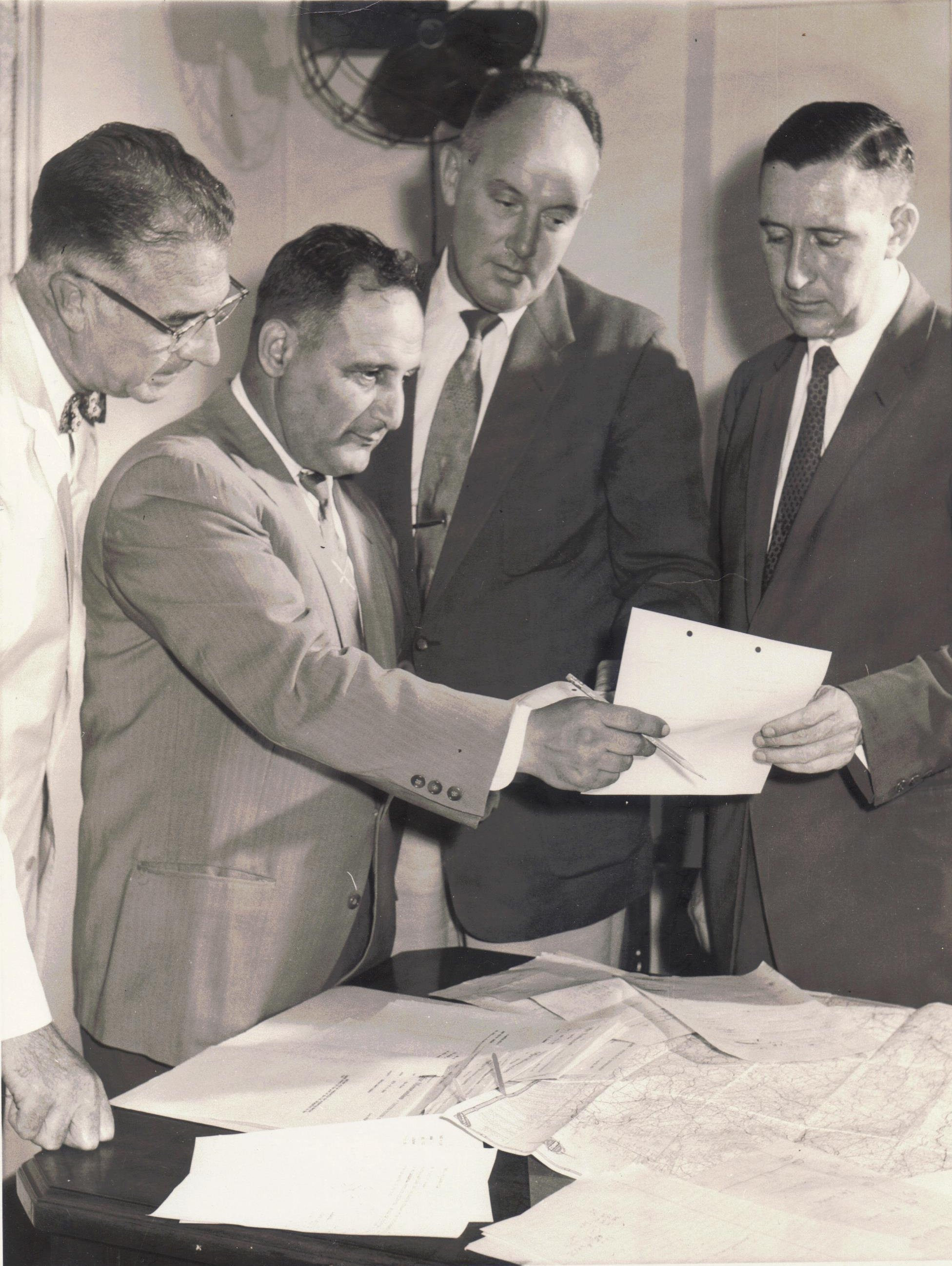
Ministerstvo zahraničí (1958), William Uanna je druhý zleva.

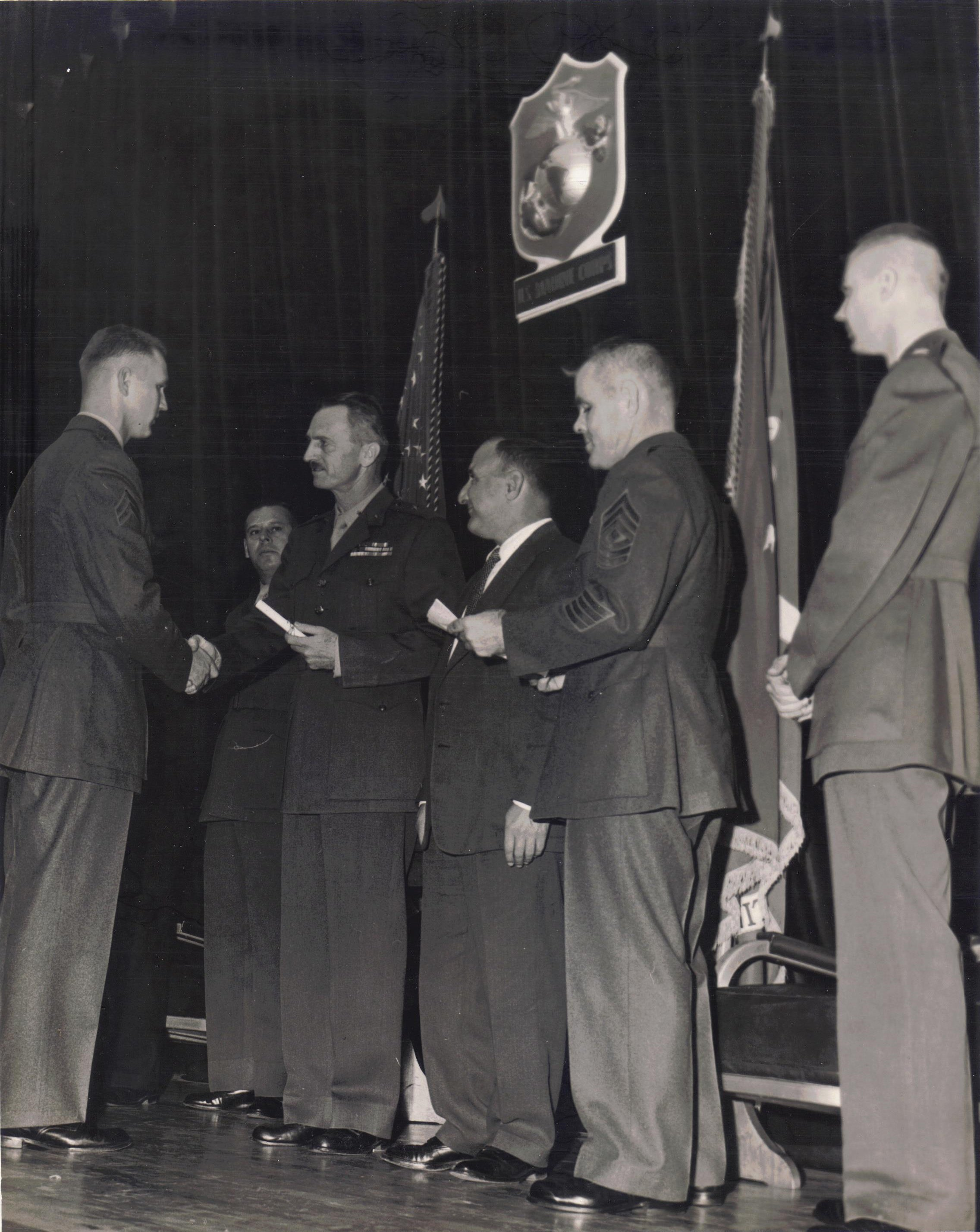
Marine Security Guard Graduation, William Uanna je třetí zprava.

V roce 1947 byl vybrán nově vytvořenou Komisí pro atomovou energii (AEC: Atomic Energy Commission), která po válce převzala řízení amerického jaderného programu, aby řídil program bezpečnostních prověrek personálu Komise, což byl požadavek zákona o atomové energii z roku 1946. V této době vypracoval kritéria pro bezpečnostní prověrku stupně Q (Q clearance). 29. srpna 1947 se oženil s Bonnie Louise Leonardovou. Měli syna Stephena Leeho.
V roce 1948 se stal zástupcem velitele programu Armed Forces Special Weapons Project (AFSWP), zaměřeného na výstavbu skladovacích základen pro atomové zbraně. Jako nejvýše postavený civilista v projektu byl zodpovědný za práce v hodnotě přes 100 milionů dolarů (odpovídá skoro 1,4 miliardy USD v cenách roku 2025).

### CIA
V letech 1949 až 1951 pracoval Uanna jako zpravodajský specialista v nově založené Ústřední zpravodajské službě (CIA),] kde mimo jiné sepsal příručku pro briefing Office of Policy Coordination (OPC). To byl tajný zpravodajský útvar americké zpravodajské komunity a OPC v té době byl pod společným dohledem ministerstva zahraničí a ministerstva obrany, nikoli ředitele Ústřední zpravodajské služby.
V letech 1951 až 1953 byl zvláštním asistentem ministerstva obchodu jako vedoucí Facilities Protection Board a rovněž byl členem Industrial Evaluations Board. Tyto dvě organizace byly pod dohledem National Security Resources Board (NSRB) a Interdepartmental Committee on Internal Security (ICIS). NSRB měla na starosti vývoj bezpečnostních programů pro různá odvětví průmyslu a několik jich bylo vyvinuto ve spolupráci se zástupci energetiky, dopravy, komunikací, zbrojního a ropného průmyslu.

### Ministerstvo zahraničí
V roce 1953 nastoupil na Ministerstvo zahraničí USA, nejprve na dočasnou pozici jako asistent zástupce ředitele Úřadu pro bezpečnost ministerstva (kterým byl Otto Otepka). Na základě postupů, které vyvinul v AEC, sepsal příručku pro posuzování loajality a „vhodnosti“ zaměstnanců ministerstva, která vycházela z tehdejších výkonných nařízení.
Ještě v roce 1953 provedl reorganizaci a vytvořil jednotnou Divizi fyzické bezpečnosti ministerstva a ujal se jejího vedení. Poté vypracoval Příručku ochrany významných osobností a Příručku pro výcvikovou školu bezpečnostních stráží pro americká velvyslanectví a konzuláty v zahraničí. Byl odpovědný za bezpečnost všech zaměstnanců a zařízení ministerstva zahraničí v USA a v zahraničí. Měl na starosti rovněž bezpečnost královny Alžběty II. a jejího manžela prince Filipa při jejich návštěvě USA v roce 1957.
Když se v roce 1959 novým ministrem zahraničí stal Christian Herter pro vážnou nemoc jeho předchůdce, byl William Uanna poslán na ambasádu do Etiopie. Byl také styčným důstojníkem ministerstva zahraničí s ministerstvem obrany. Ještě v roce 1959 se krátce vrátil do USA, protože měl na starost bezpečnost státní návštěvy Nikity Chruščova.
Po návratu do Etiopie zemřel 22. prosince 1961 na infarkt v kanceláři atašé na americkém velvyslanectví v Addis Abebě. Zanechal po sobě manželku Bonnie Louise, rozenou Leonardovou (která manžela přežila o více než 30 let, zemřela 25. října 1992), a syna Stephena Leeho. Je pohřben na Arlingtonském národním hřbitově.